# Jean Jacques Beineix
Jean-Jacques Beineix (París, 8 de octubre de 1946 - París, 13 de enero de 2022) fue un director, guionista y productor de cine francés.

## Carrera artística
En 1964 debutó como asistente realizador de Jean Becker en la célebre serie televisiva Les saintes chéries hasta 1967, más tarde en 1970 con Claude Berri, y en 1971 con Claude Zidi.
En 1977 realiza su primer cortometraje «Le Chien de M. Michel» que ganó el premio del festival de Trouville. En 1980, Jean-Jacques Beineix realiza su primer largometraje titulado Diva, que ganó cuatro premios César.
Muy premiada también fue su película Betty Blue (titulada en su versión original 37°2 le matin) con Béatrice Dalle y Jean-Hugues Anglade, película que fue nominada como mejor film de habla no inglesa en los Oscars.

## Filmografía
- 1977 - Le Chien de M. Michel
- 1981 - Diva con Wilhelmenia Wiggins Fernandez, Frédéric Andrei
- 1983 - La Lune dans le caniveau con Gérard Depardieu, Nastassja Kinski
- 1985 - 37°2 le matin con Jean-Hugues Anglade, Béatrice Dalle
- 1989 - Roselyne et les Lions con Isabelle Pasco, Philippe Clévenot
- 1991 - IP5: L'île aux pachydermes con Yves Montand, Olivier Martínez
- 2000 - Mortel transfert con Jean-Hugues Anglade, Hélène De Fougerolles

## Premios y distinciones
Premios Óscar
| Año  | Categoría                          | Película      | Resultado |
| ---- | ---------------------------------- | ------------- | --------- |
| 1987 | Mejor película de habla no inglesa | 37º2 le matin | Nominado  |